# Herbert Niemann
Herbert Niemann (12 de diciembre de 1935-19 de febrero de 1991) fue un deportista de la RDA que compitió en judo. Ganó seis medallas en el Campeonato Europeo de Judo entre los años 1961 y 1965.
Participó en los Juegos Olímpicos de Tokio 1964, donde finalizó undécimo en la categoría de +80 kg.

## Palmarés internacional
| Campeonato Europeo | Campeonato Europeo    | Campeonato Europeo | Campeonato Europeo |
| Año                | Lugar                 | Medalla            | Categoría          |
| ------------------ | --------------------- | ------------------ | ------------------ |
| 1961               | Milán (Italia)        | Medalla de plata   | +80 kg             |
| 1961               | Milán (Italia)        | Medalla de oro     | 1.er dan           |
| 1962               | Essen (RFA)           | Medalla de oro     | +80 kg (A)         |
| 1963               | Ginebra (Suiza)       | Medalla de bronce  | +80 kg (A)         |
| 1964               | Berlín Oriental (RDA) | Medalla de oro     | +80 kg (A)         |
| 1965               | Madrid (España)       | Medalla de oro     | +93 kg (A)         |